# Carlos Luiz d’Amour
Carlos Luiz d’Amour (* 3. Juni 1836 in São Luís, Maranhão, Brasilien; † 9. Juli 1921) war ein brasilianischer Geistlicher und Erzbischof von Cuiabá.

## Leben
Carlos Luiz d’Amour empfing am 30. November 1860 das Sakrament der Priesterweihe.
Am 21. September 1877 ernannte ihn Papst Pius IX. zum Bischof von Cuiabá. Der Erzbischof von São Salvador da Bahia, Joaquim Gonçalves de Azevedo, spendete ihm am 28. April 1878 die Bischofsweihe. Am 5. April 1910 wurde Carlos Luiz d’Amour infolge der Erhebung des Bistums Cuiabá zum Erzbistum erster Erzbischof von Cuiabá.